# ТЕС Ямама (Аль-Хардж)
24°42′19″ пн. ш. 47°32′8″ сх. д. / 24.70528° пн. ш. 47.53556° сх. д.
ТЕС Ямама (Аль-Хардж) — теплова електростанція у центральній частині Саудівської Аравії, яка обслуговує цементний завод компанії Yamama Saudi Cement.
Електростанція, введення якої в дію припало на 2019 рік, отримала 10 генераторних установок на основі двигунів внутрішнього згоряння типу Wärtsilä 50DF. Відпрацьовані ними гази потрапляють у котли-утилізатори, від яких живиться парова турбіна британської компанії Peter Brotherhood потужністю 14 МВт. Загальна потужність ТЕС становить 161 МВт.
Як паливо станція використовує природний газ, що надходить по перемичці завдовжки біля 20 км від трубопроводу Схід-Захід – Ер-Ріяд.